# كين هودجز
كين هودجز (بالإنجليزية: Ken Hodges)‏ هو محامي ومصور سينمائي أمريكي، ولد في 22 سبتمبر 1965 في ألباني في الولايات المتحدة.

## وصلات خارجية
- الموقع الرسمي